# وستوک (آستراخان)
وستوک (به لاتین: Vostok) یک منطقهٔ مسکونی در روسیه است که در استان آستراخان واقع شده‌است.